# Wincenty Wierzejewski
Wincenty Wierzejewski, ps. „Józef”, „Jerzy Warecki”, „Skaut”, „Orsza”, „Poznański” (ur. 29 listopada 1889 w Poznaniu, zm. 8 września 1972 w Leeds) – kapitan piechoty Wojska Polskiego, działacz niepodległościowy, kawaler Orderu Virtuti Militari, harcerz.

## Życiorys
Urodził się w rodzinie bednarza Franciszka i Michaliny z Majewskich. W latach młodości był członkiem Towarzystwa Samokształceniowego Młodzieży „Iskra”. Później przeniósł się do Krakowa, gdzie ukończył szkołę średnią i w 1907 rozpoczął edukację na Akademii Sztuk Pięknych. Studiował tam malarstwo i sztuki zdobnicze. W 1910 zmuszony był jednak powrócić do Poznania i odbyć służbę wojskową w Armii Cesarstwa Niemieckiego.
W 1912 został jednym z założycieli pierwszego w Wielkopolsce zastępu skautowego „Poznań”. Wkrótce potem, w miarę przybywania młodych ludzi, zastęp stał się drużyną, a potem hufcem „Piast”, którego komendantem został właśnie Wierzejewski. W tym czasie skauci wielkopolscy prowadzili już tajne przygotowania do wybuchu ewentualnego powstania przeciwko Niemcom (np. bojówka Sęp). W tym celu nawiązali kontakt ze Związkiem Walki Czynnej (ZWC).
W 1914 r. został zmobilizowany do armii niemieckiej i wysłany na front. Po odniesieniu ran w trakcie walk został odesłany do Poznania. Zdezerterował wówczas z armii i już nie powrócił na front zachodni.
Był jednym z organizatorów Polskiej Organizacji Wojskowej w Zaborze Pruskim. Po wybuchu walk, dowodził kompanią skautów, która zdołała oswobodzić z rąk niemieckich Bastion III Grolman w Poznaniu. Jego ówcześni podwładni w późniejszym czasie dali początek 1 pułkowi strzelców wielkopolskich (późniejszemu 55 Poznańskiemu pułkowi piechoty). Wierzejewski brał także udział w walkach na wschodzie: w 1919 – walki o Lwów, a później w wojnie polsko-bolszewickiej (był jednym z żołnierzy armii generała Daniela Konarzewskiego).
W grudniu 1924 został przydzielony z Dowództwa Okręgu Korpusu Nr VII w Poznaniu do macierzystego 55 pp. W 1925 ukończył Centralną Szkołę Gimnastyki i Sportu, po czym objął dowództwo kompanii w Batalionie Podchorążych Rezerwy Piechoty Nr 7 w Śremie. Następnie przeniesiony został do 57 pułku piechoty wielkopolskiej w Poznaniu, a później pełnił służbę w Samodzielnym Referacie Bezpieczeństwa DOK VII w Poznaniu. W 1932 r. został zastępcą komendanta Wojskowej Składnicy Tranzytowej na Westerplatte. Z dniem 30 listopada 1935 został przeniesiony w stan spoczynku.
Będąc oficjalnie w stanie spoczynku został przedstawicielem w przedsiębiorstwie Katowickich Firm Budowy Dróg „Smołobit” w Poznaniu. Kierowane przez Wierzejewskiego przedsiębiorstwo zatrudniało osoby działające w dywersji pozafrontowej w Wielkopolsce; ich zadaniem było kreowanie struktur przyszłej Tajnej Organizacji Konspiracyjnej, tworzonej przez Oddział II Sztabu Generalnego Wojska Polskiego na wypadek zajęcia terytorium Polski przez agresora. W sierpniu 1939, bezpośrednio przed wybuchem II wojny światowej, przydzielony został do Sztabu Głównego WP.
W sierpniu 1939 został zmobilizowany i przydzielony do Sztabu Głównego, z którym opuścił kraj. Po kampanii wrześniowej kontynuował służbę wojskową w Polskich Siłach Zbrojnych na Zachodzie (między innymi w 1 Brygadzie Strzelców w Szkocji), gdzie był oficerem oświatowym w latach 1940–45. Po wojnie pozostał w Anglii. Osiadł w Leeds i założył tam zakład rzeźbiarski, który specjalizował się w sztuce sakralnej. Władze RP na uchodźstwie awansowały go na pułkownika. Zmarł w Leeds 8 września 1972.
Poza pracą zawodową malował obrazy olejne i akwarele (Syreny na Westerplatte – 1934; Dęby rogalińskie – 1935 i in.),  brał udział w poznańskich i ogólnokrajowych wystawach malarskich.
Z małżeństwa z Ireną Janowską miał córki Danutę i Stefanię, a jego drugie małżeństwo z Mary Powell było bezdzietne.
Skwer przy skrzyżowaniu ulic Grunwaldzkiej i Szylinga w Poznaniu nosi nazwę Wincentego i Jana Wierzejewskich.
Szymon Dąbrowski napisał monografię Wincentego Wierzejewskiego – „Wincenty Wierzejewski: działaj, twórz i nie bój się życia” (ISBN 83-929926-9-5).
19 grudnia 2019 został pochowany na cmentarzu Zasłużonych Wielkopolan w Poznaniu.

## Wybrane awanse
- porucznik – zweryfikowany ze starszeństwem z dniem 1 czerwca 1919 r.
- kapitan – 31 marca 1924 r. ze starszeństwem z dniem 1 lipca 1923 r. i 19 lokatą w korpusie oficerów piechoty.

## Ordery i odznaczenia
- Krzyż Wielki Orderu Odrodzenia Polski – pośmiertnie 11 grudnia 2019 „za wybitne zasługi dla niepodległości Rzeczypospolitej Polskiej, za wkład w rozwój skautingu i ruchu harcerskiego”[11]
- Krzyż Srebrny Orderu Wojskowego Virtuti Militari nr 847[12] – 13 kwietnia 1921[13]
- Krzyż Niepodległości z Mieczami – 20 lipca 1932 „za pracę w dziele odzyskania niepodległości”[14]
- Krzyż Walecznych czterokrotnie – 1921[15][16]
- Złoty Krzyż Zasługi[12]
- Srebrny Krzyż Zasługi – 24 grudnia 1928 „za zasługi położone w powstaniu Wielkopolskiem”[17][18]
- Medal Pamiątkowy za Wojnę 1918–1921[12]
- Medal Dziesięciolecia Odzyskanej Niepodległości[12]
- Srebrny Medal za Długoletnią Służbę[12]
- Wielkopolski Krzyż Powstańczy – pośmiertnie 30 marca 1990[19][12]
- Odznaka ZHP „Wdzięczności” „za zasługi dla harcerstwa”